# Nyssiodes rhodopolitis
Nyssiodes rhodopolitis là một loài bướm đêm trong họ Geometridae.